# Canale-di-Verde
Pour les articles homonymes, voir Canale.
Canale-di-Verde est une commune française située dans la circonscription départementale de la Haute-Corse et le territoire de la collectivité de Corse. Elle appartient à l'ancienne piève de Verde.

## Géographie

### Communes limitrophes
Les communes limitrophes sont Chiatra, Linguizzetta, Pietra-di-Verde et San-Giuliano.

## Urbanisme

### Typologie
Au 1er janvier 2024, Canale-di-Verde est catégorisée commune rurale à habitat très dispersé, selon la nouvelle grille communale de densité à sept niveaux définie par l'Insee en 2022.
Elle est située hors unité urbaine et hors attraction des villes,.
La commune, bordée par la mer Méditerranée, est également une commune littorale au sens de la loi du 3 janvier 1986, dite loi littoral. Des dispositions spécifiques d’urbanisme s’y appliquent dès lors afin de préserver les espaces naturels, les sites, les paysages et l’équilibre écologique du littoral, tel le principe d'inconstructibilité, en dehors des espaces urbanisés, sur la bande littorale des 100 mètres, ou plus si le plan local d’urbanisme le prévoit.

### Occupation des sols
L'occupation des sols de la commune, telle qu'elle ressort de la base de données européenne d’occupation biophysique des sols Corine Land Cover (CLC), est marquée par l'importance des forêts et milieux semi-naturels (51,4 % en 2018), néanmoins en diminution par rapport à 1990 (54,5 %). La répartition détaillée en 2018 est la suivante : 
forêts (33,7 %), cultures permanentes (23,3 %), zones agricoles hétérogènes (21,3 %), milieux à végétation arbustive et/ou herbacée (17,3 %), prairies (2 %), eaux continentales (1,9 %), espaces ouverts, sans ou avec peu de végétation (0,4 %). L'évolution de l’occupation des sols de la commune et de ses infrastructures peut être observée sur les différentes représentations cartographiques du territoire : la carte de Cassini (XVIIIe siècle), la carte d'état-major (1820-1866) et les cartes ou photos aériennes de l'IGN pour la période actuelle (1950 à aujourd'hui).

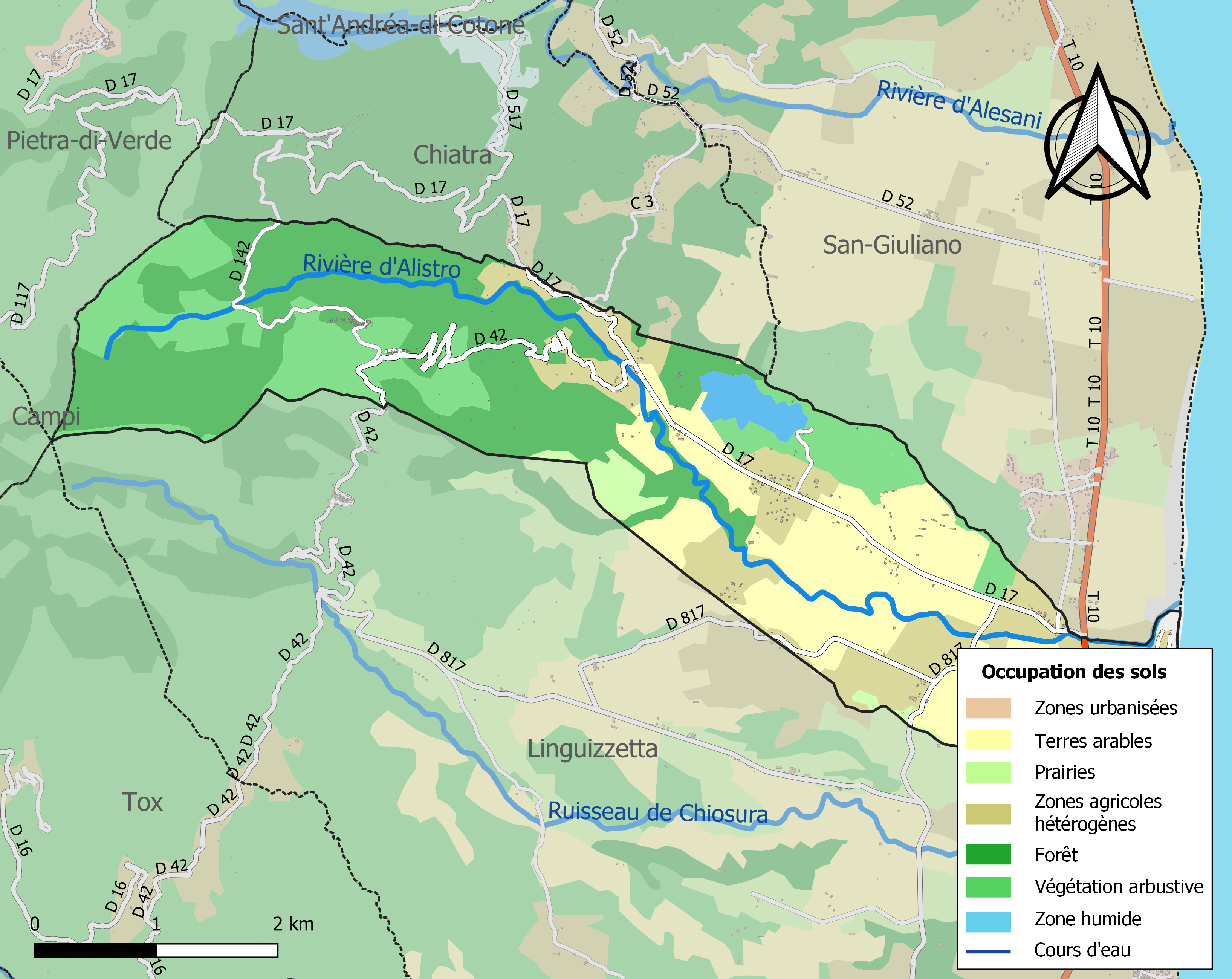
Carte des infrastructures et de l'occupation des sols de la commune en 2018 (CLC).

## Politique et administration
| Période                                  | Période  | Identité                             | Étiquette | Qualité                                                   |
| ---------------------------------------- | -------- | ------------------------------------ | --------- | --------------------------------------------------------- |
| 1966                                     | 2020     | Marie Laetitia Casalta (née en 1928) | DVG       | Agricultrice retraitée Conseillère territoriale 2010-2015 |
| 2020                                     | En cours | Jean-Charles Castellani (né en 1958) | DVG       | Agent de maitrise voirie                                  |
| Les données manquantes sont à compléter. |          |                                      |           |                                                           |

## Démographie
L'évolution du nombre d'habitants est connue à travers les recensements de la population effectués dans la commune depuis 1800. Pour les communes de moins de 10 000 habitants, une enquête de recensement portant sur toute la population est réalisée tous les cinq ans, les populations de référence des années intermédiaires étant quant à elles estimées par interpolation ou extrapolation. Pour la commune, le premier recensement exhaustif entrant dans le cadre du nouveau dispositif a été réalisé en 2006.

En 2022, la commune comptait 302 habitants, en évolution de −7,93 % par rapport à 2016 (Haute-Corse : +5,15 %, France hors Mayotte : +2,11 %).
| 1800 | 1806 | 1821 | 1831 | 1836 | 1841 | 1846 | 1851 | 1856 |
| ---- | ---- | ---- | ---- | ---- | ---- | ---- | ---- | ---- |
| 294  | 387  | 372  | 421  | 462  | 445  | 442  | 432  | 421  |

| 1861 | 1866 | 1872 | 1876 | 1881 | 1886 | 1891 | 1896 | 1901 |
| ---- | ---- | ---- | ---- | ---- | ---- | ---- | ---- | ---- |
| 491  | 540  | 562  | 560  | 533  | 543  | 570  | 505  | 506  |

| 1906 | 1911 | 1921 | 1926 | 1931 | 1936 | 1946 | 1954 | 1962 |
| ---- | ---- | ---- | ---- | ---- | ---- | ---- | ---- | ---- |
| 502  | 507  | 508  | 508  | 412  | 508  | 500  | 195  | 215  |

| 1968 | 1975 | 1982 | 1990 | 1999 | 2006 | 2011 | 2016 | 2021 |
| ---- | ---- | ---- | ---- | ---- | ---- | ---- | ---- | ---- |
| 215  | 330  | 356  | 275  | 335  | 328  | 358  | 328  | 307  |

| 2022 | - | - | - | - | - | - | - | - |
| ---- | - | - | - | - | - | - | - | - |
| 302  | - | - | - | - | - | - | - | - |

## Lieux et monuments
- Église Saint-Martin de Canale-di-Verde
- Chapelle du cimetière de Canale-di-Verde

## Personnalités liées à la commune
Petru Giovacchini, Corse et irrédentiste italien.